# Lipusídeos
Lipusídeos (Lypusidae) são uma família de insectos da ordem Lepidoptera.